# Loxogramme subecostata
Loxogramme subecostata är en stensöteväxtart som först beskrevs av William Jackson Hooker, och fick sitt nu gällande namn av Carl Frederik Albert Christensen. Loxogramme subecostata ingår i släktet Loxogramme och familjen Polypodiaceae. Inga underarter finns listade.